# Палаццо Даванцати
Палаццо Даванцати (итал. Palazzo Davanzati) — дворец (итал. Palazzo) во Флоренции, на улице Красных Ворот (via di Porta Rossa 9). В настоящее время в здании располагается Музей старого флорентийского дома (il Museo della Casa Fiorentina Antica). Музей объединён с Национальным музеем Барджелло, Капеллой Медичи, церковью Орсанмикеле и Каза Мартелли.

## История
Здание построено в середине XIV века по заказу семьи Давицци (Davizzi). В 1516 году продан семье Бартолини, затем, меняя хозяев, в 1578 году стал собственностью состоятельного торговца шерстью, агронома, известного учёного-историка и переводчика Бернардо Даванцати. Он установил на фасаде фамильный герб. Даванцати построил альтану (итал. altana) — открытую террасу типа лоджии на крыше, на месте оригинальных зубцов, типичных для средневековых домов-башен.
Даванцати состоял в «Accademia degli Alterati», с 1591 года активно работал в Академии делла Круска. В конце XVIII века приёмы в доме Даванцати были известны всему Риму. В Палаццо Даванцати размещалась музыкальная «Академия Гармонии» (l’Accademia degli Armonici), в которой выступали знаменитые музыканты Луиджи Керубини и Пьетро Нардини.
Здание принадлежало семье Даванцати до 1838 года, когда Карло Даванцати, последний член семьи, покончил жизнь самоубийством. С 1902 года в Палаццо размещалась редакция литературного журнала «Леонардо» (Leonardo).
В 1904 году здание, едва уцелевшее от сноса, приобрёл антиквар Элиа Вольпи, отреставрировал и, пользуясь консультациями Стефано Бардини, обставил мебелью в стиле XIV века. В 1910 году он впервые открыл его для публики как частный «Музей старого флорентийского дома» (Museo della Casa Fiorentina antica). Он сразу же полюбился иностранным путешественникам, которые посещали его, чтобы почерпнуть идеи для меблировки собственных домов.
В 1916 году Элиа Вольпи продал всю мебель флорентийского дворца c аукциона в Нью-Йорке, получив огромную по тем временам сумму в один миллион долларов. В 1920 году дом был заново обставлен, а в 1924 году мебель снова продана, но на этот раз она не была потеряна, а приобретена египетскими антикварами Витале и Леопольдо Бенгуджатами, которые также арендовали, а в 1926 году приобрели здание. В 1934 году обстановка Палаццо Даванцати была продана на аукционе и приобретена Испанской художественной галереей. Лишь в 1951 году дворец отошёл в собственность итальянского государства.
Здание было переоборудовано для общественного музея с мебелью, картинами и предметами, частично взятыми из других флорентийских домов, либо за счёт покупок и пожертвований. В 1956 году музей был вновь открыт с экспозицией, призванной воссоздать атмосферу частного флорентийского дома. С конца 1990-х Палаццо претерпевало длительную реставрацию, в 2005 году были открыты для обозрения первый и второй этажи, а 11 июня 2009 года музей был открыт полностью.
В 2015 году музей Палаццо Даванцати представил выставку изделий из керамики для домашнего обихода, собранных со всей Италии.

## Архитектура и экспозиция
Здание имеет внутренний двор (кортиле), из которого можно наблюдать верхние этажи в лабиринте лестниц, переходов и галерей. В углу двора — «стеновой колодец» (il pozzo), снабжённый хитрыми приспособлениями для подачи воды на верхние этажи. По периметру двора экспонируются различные предметы, характерные для быта средневекового жилого дома.
На первом этаже располагаются жилые комнаты, обставленные подлинной мебелью, на стенах шпалеры, рельефы и картины XV—XVI веков. Там же можно увидеть коллекцию старинной вышивки.
Самая известная комната в здании — Столовая, или «Зал попугаев» (Sala dei Pappagalli), стены которой покрыты фресками конца XIV века, имитирующими драпировки и шпалеры, с орнаментом в виде попугаев, отсюда название. В зале также экспонируются мебель, картины и бытовые предметы из знаменитой итальянской майолики. Среди других комнат — студиоло (кабинет), «Зал павлинов» (Sala dei Pavoni), помещение, которое использовали в качестве спальни.
На втором этаже находится Гостиная (Salone) с многими произведения искусства XIV—XVI веков, а также ещё один кабинет и спальня (Camera da letto).
Третий этаж включает «Утеплённую комнату» (Camera delle Impannate) с расписным фризом «зеленью» (verziere), то есть растительными мотивами. На верхнем этаже также была кухня, специально размещённая наверху, чтобы избежать пропитывания дома дымом и парами, и для пожарной безопасности. Там можно увидеть старинную кухонную мебель, посуду, различные приспособления и рабочие инструменты.

## Галерея

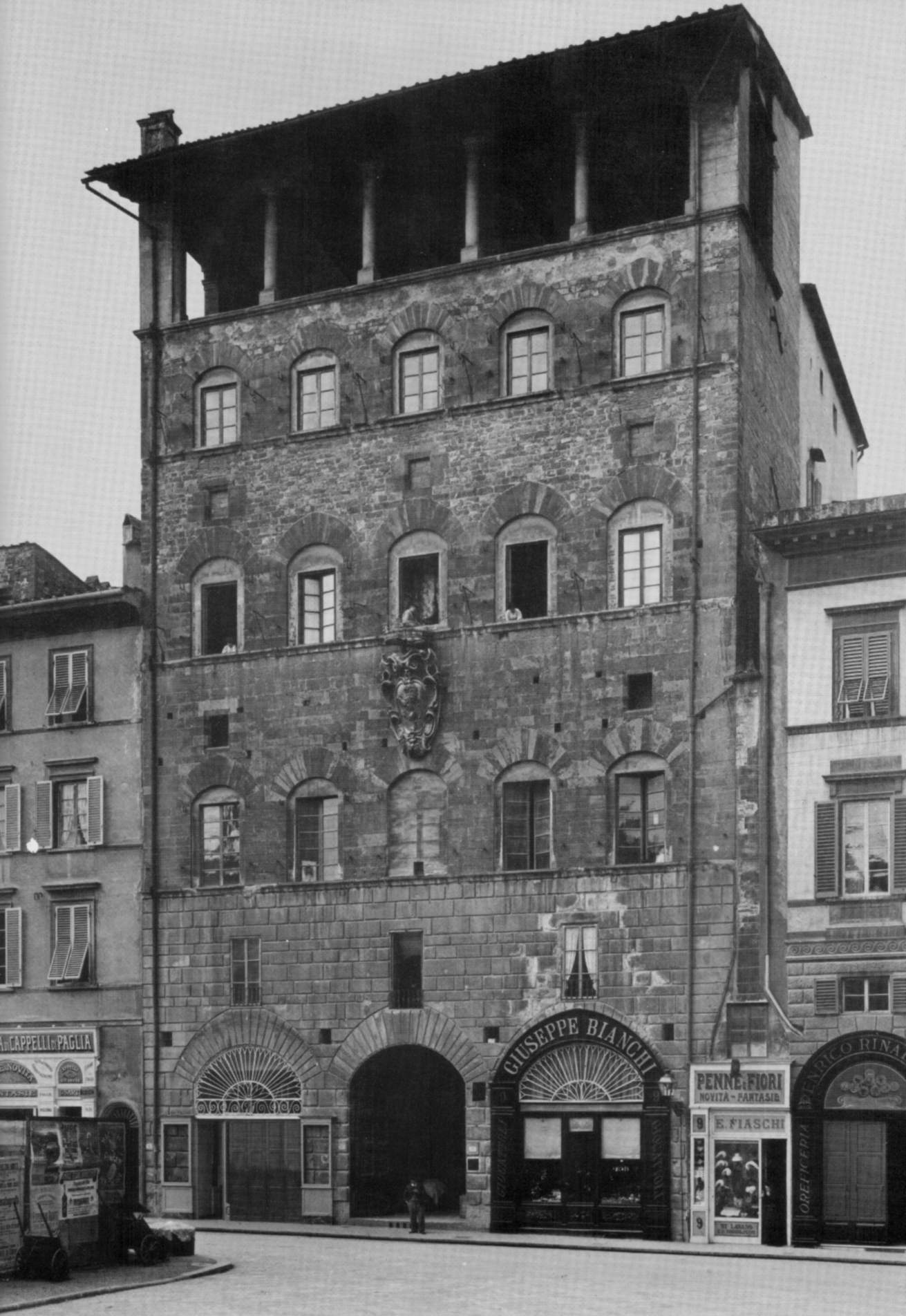
Палаццо Даванцати с ремесленными мастерскими на первом этаже. Фотография 1880 года
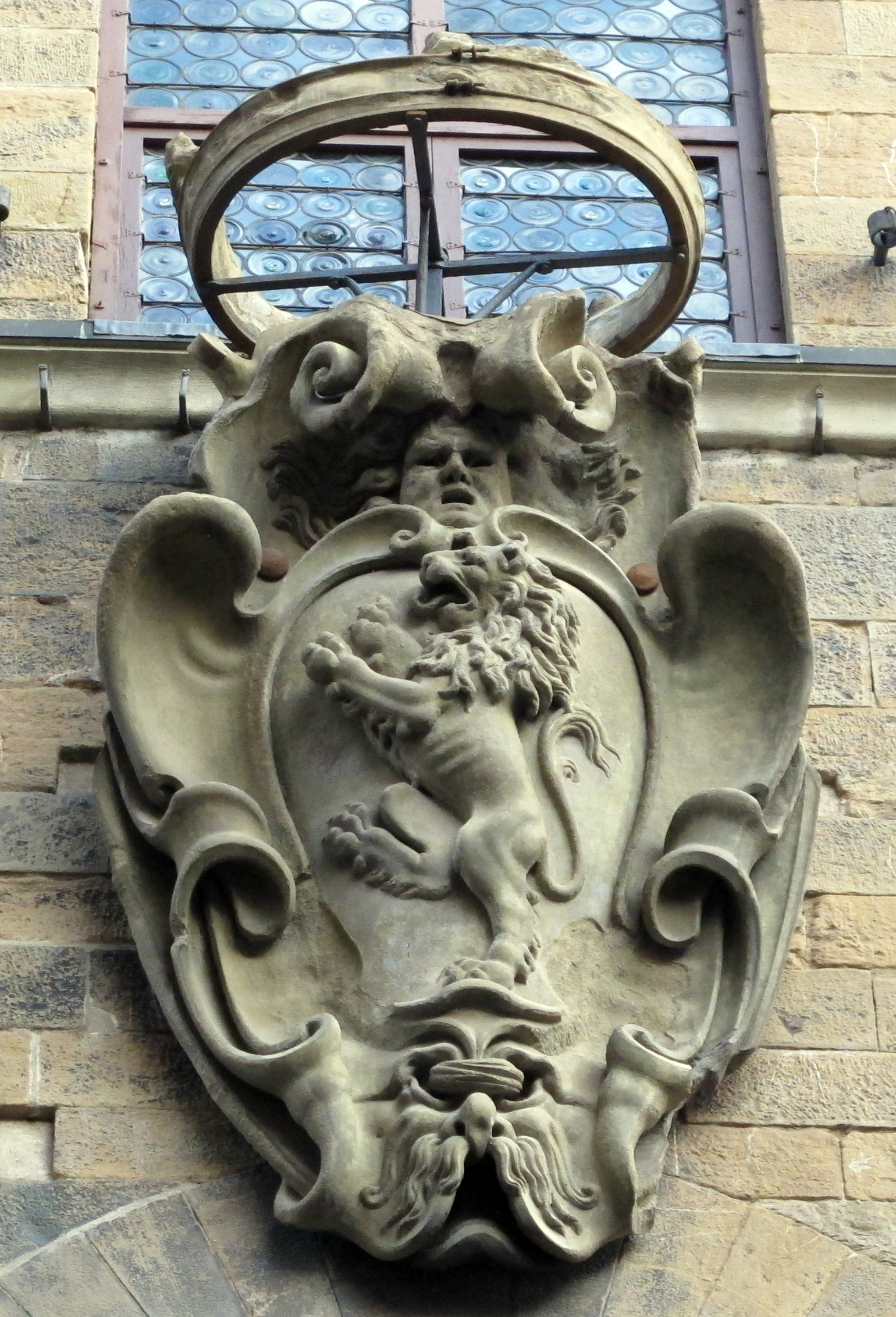
Фамильный герб Даванцати на фасаде здания
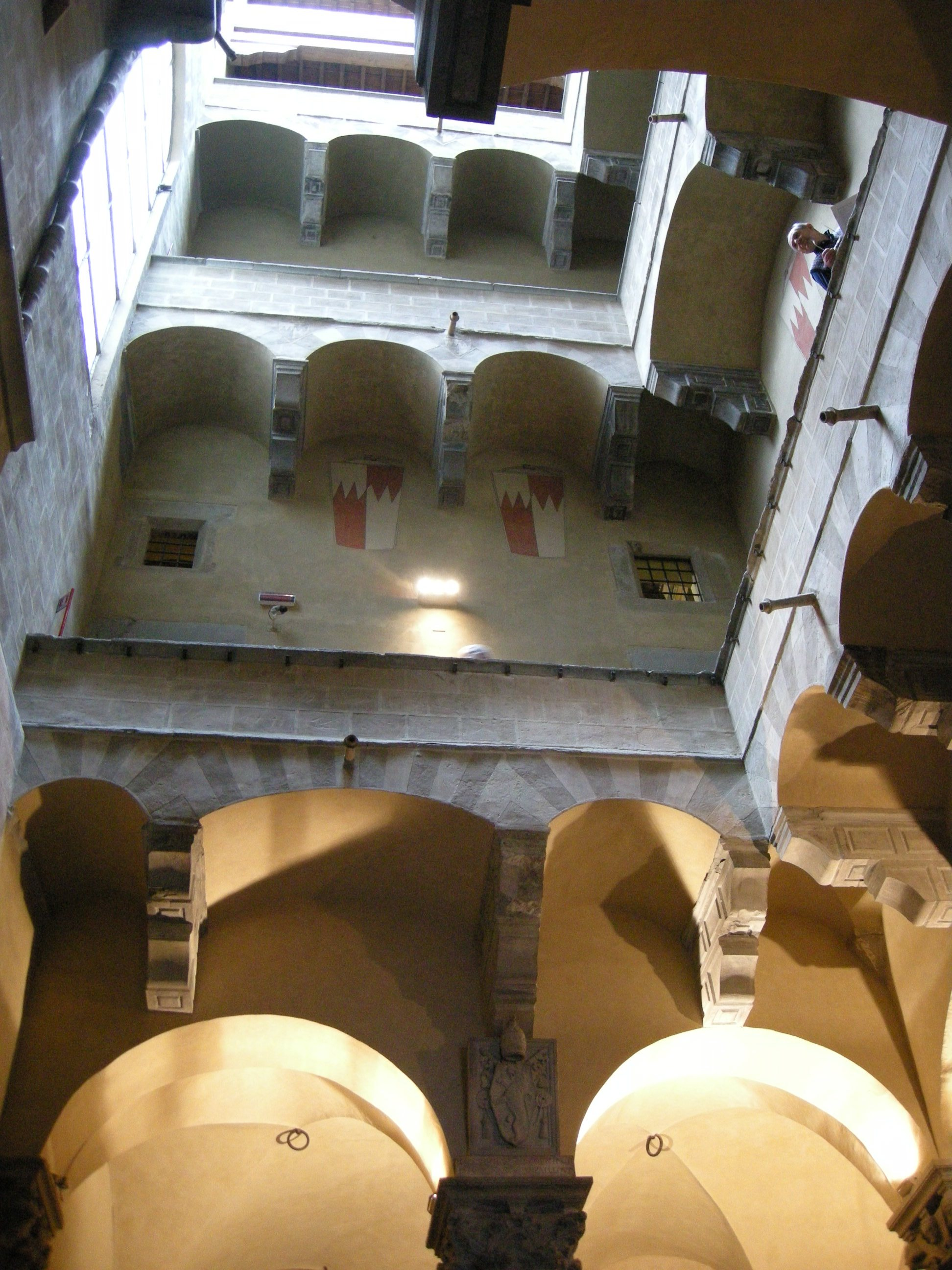
Внутренний двор (кортиле)
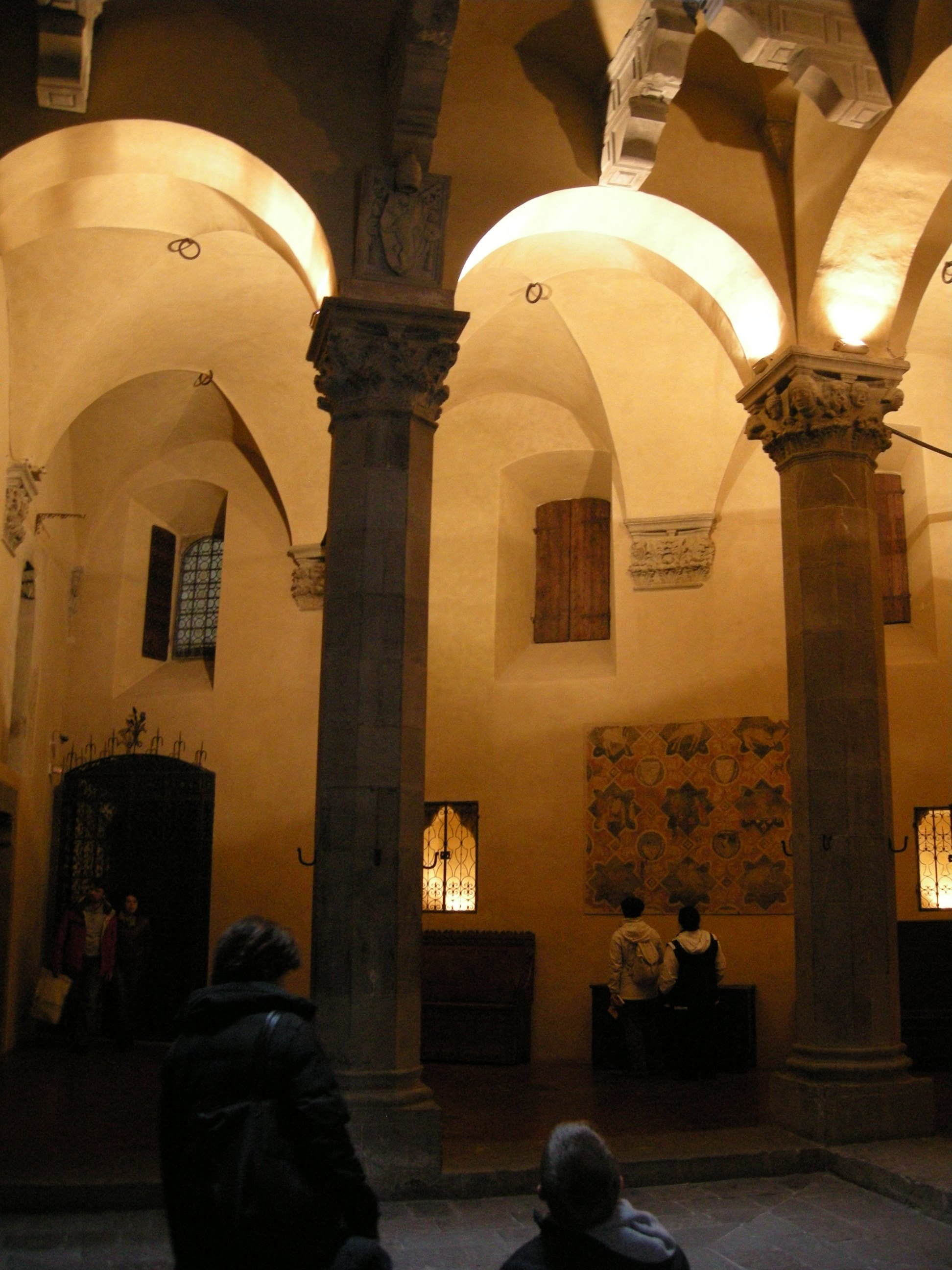
Экспозиция внутреннего двора
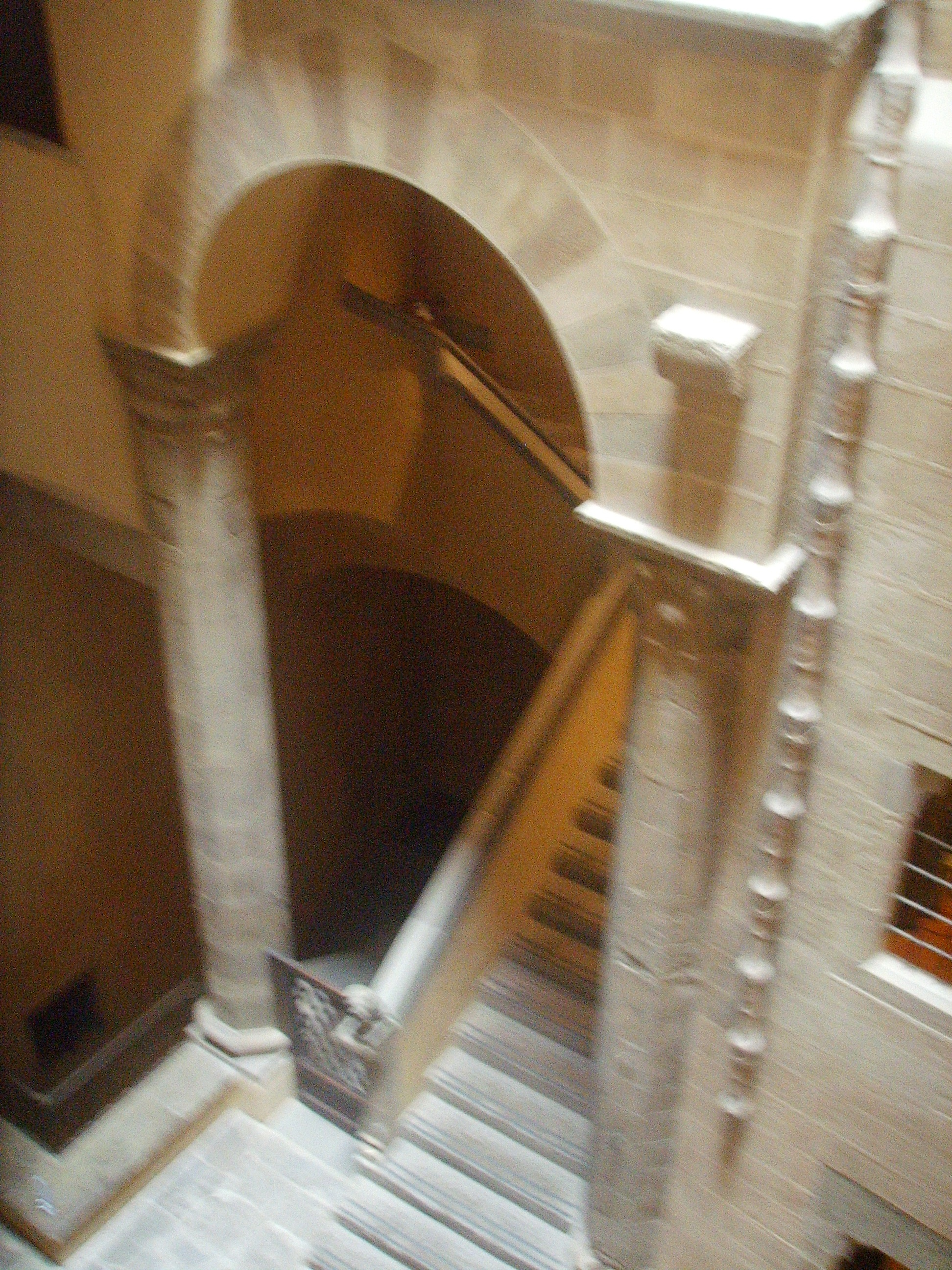
Лестница внутреннего двора
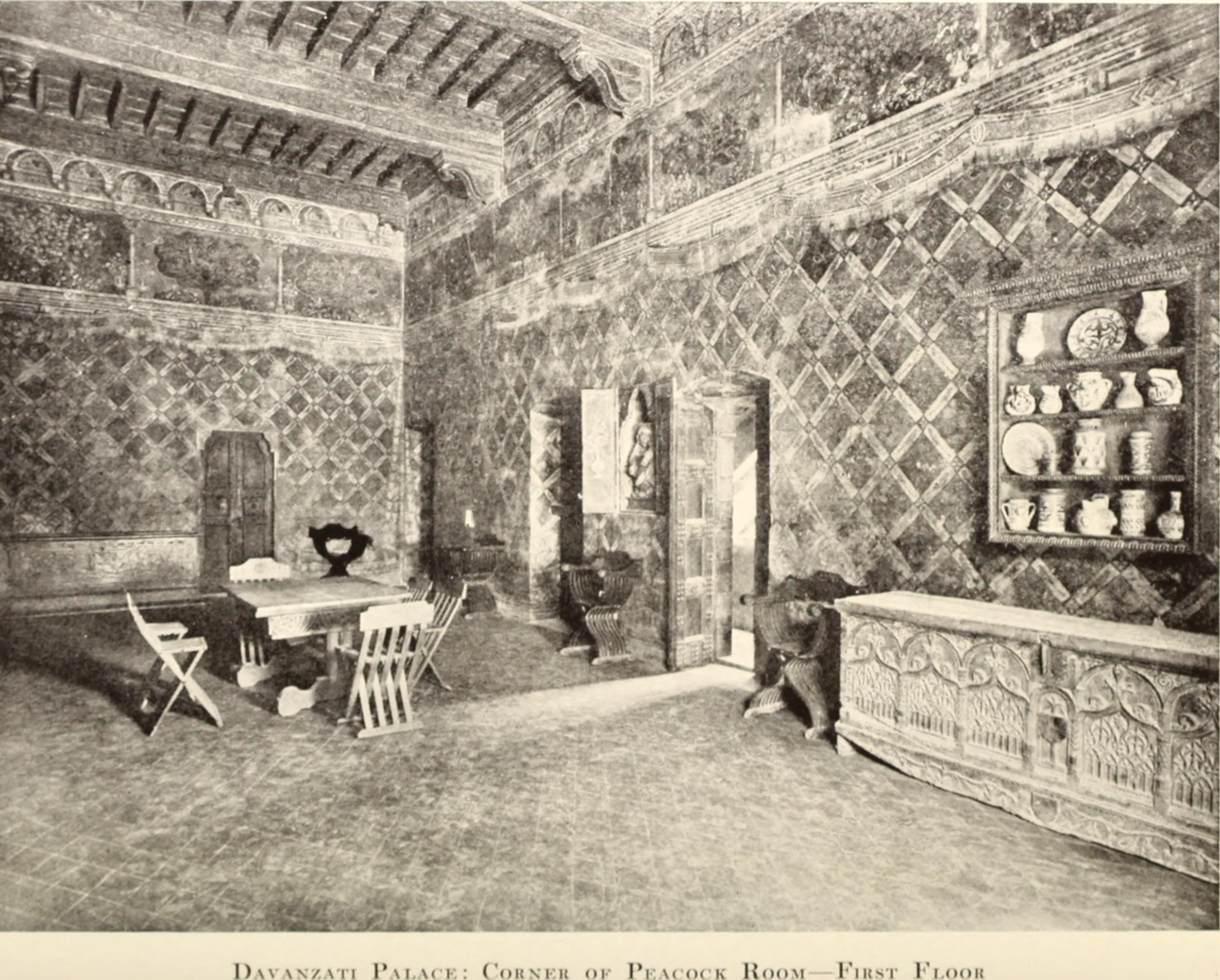
«Зал павлинов» (Sala dei Pavoni) Палаццо Даванцати. Фтография 1916 года
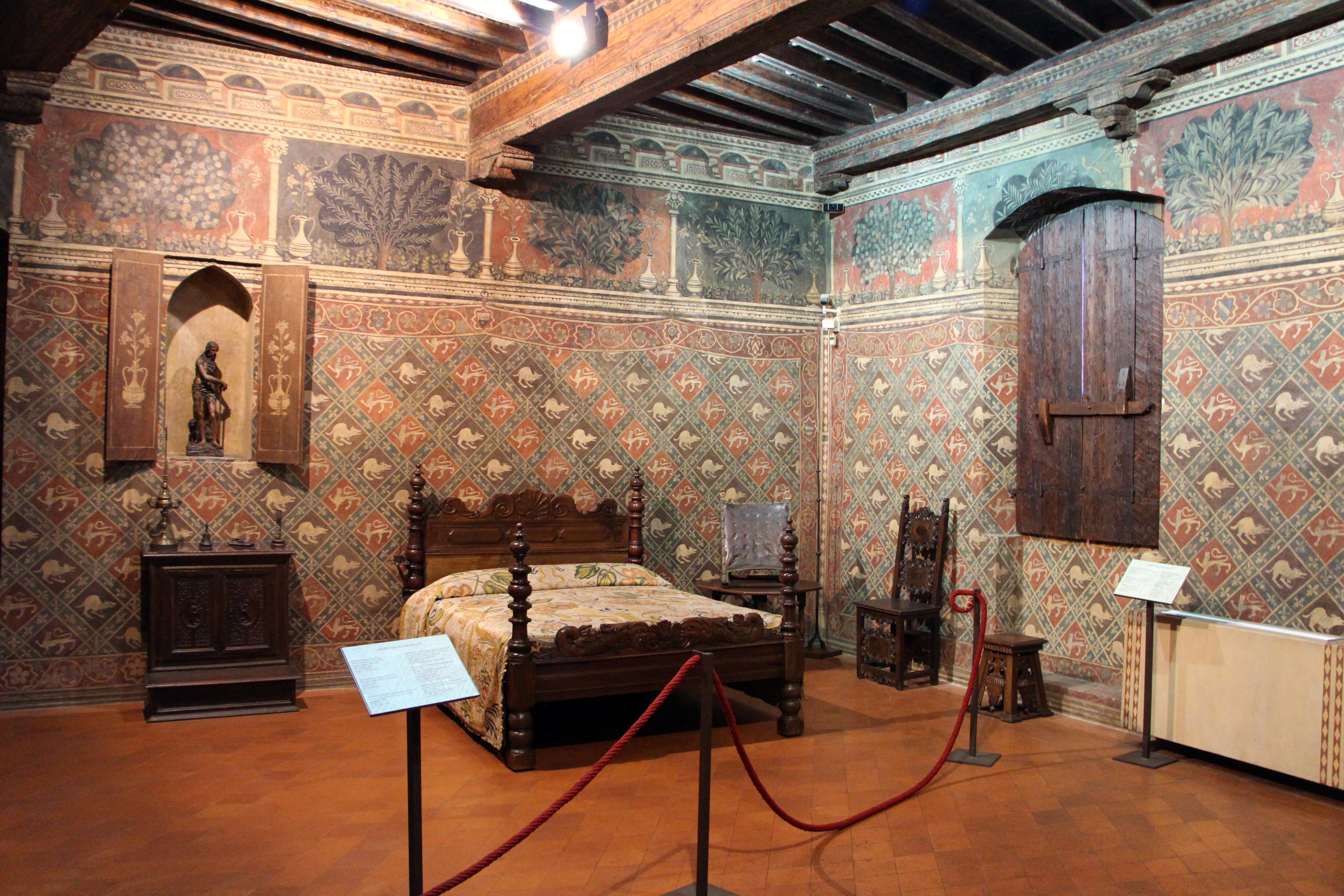
«Утеплённая комната» третьего этажа музея
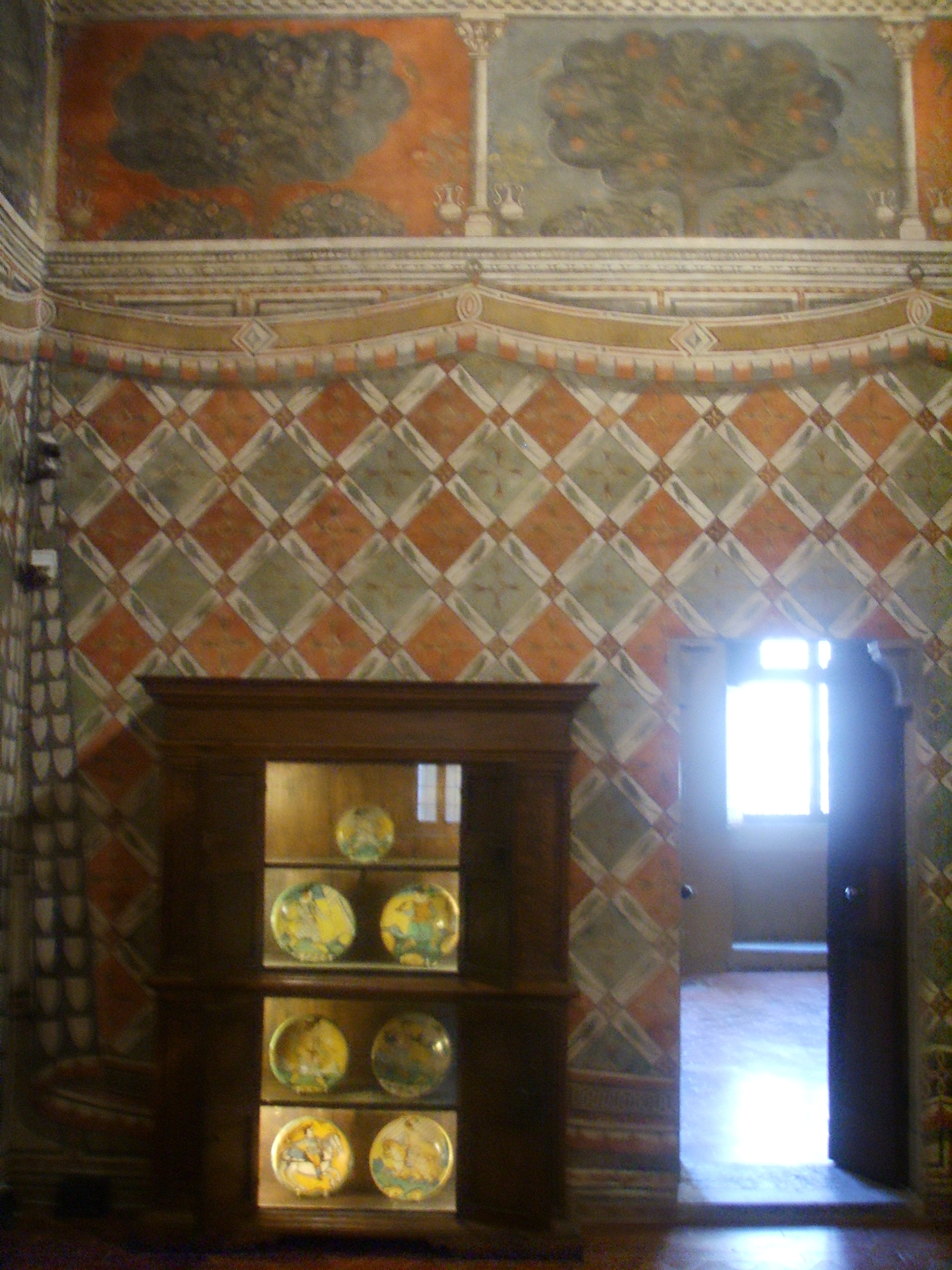
Столовая, или «Зал попугаев» (Sala dei Pappagalli)
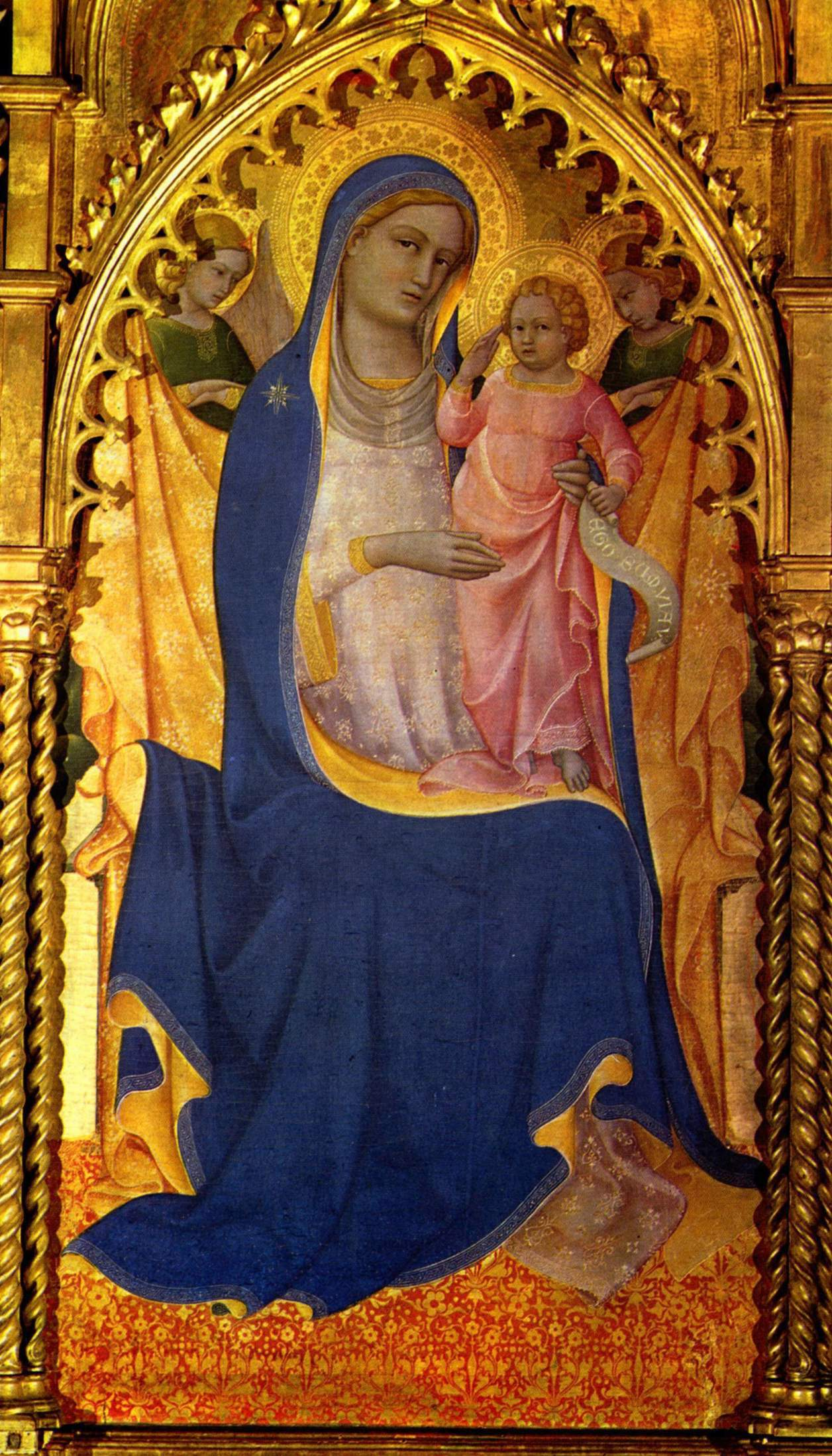
Лоренцо Монако. Мадонна с Младенцем
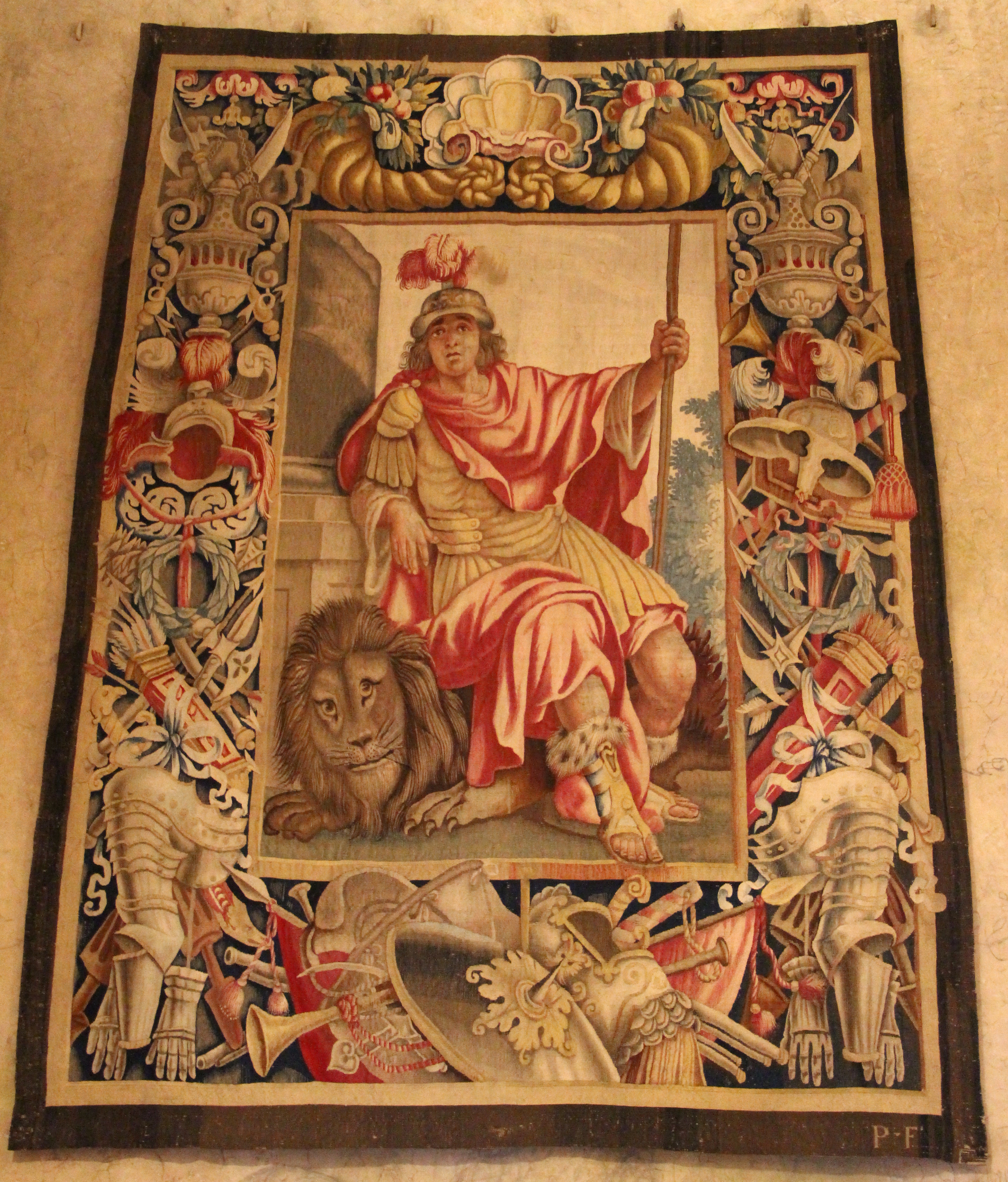
«Арацци» (шпалера). Аллегория силы и победы
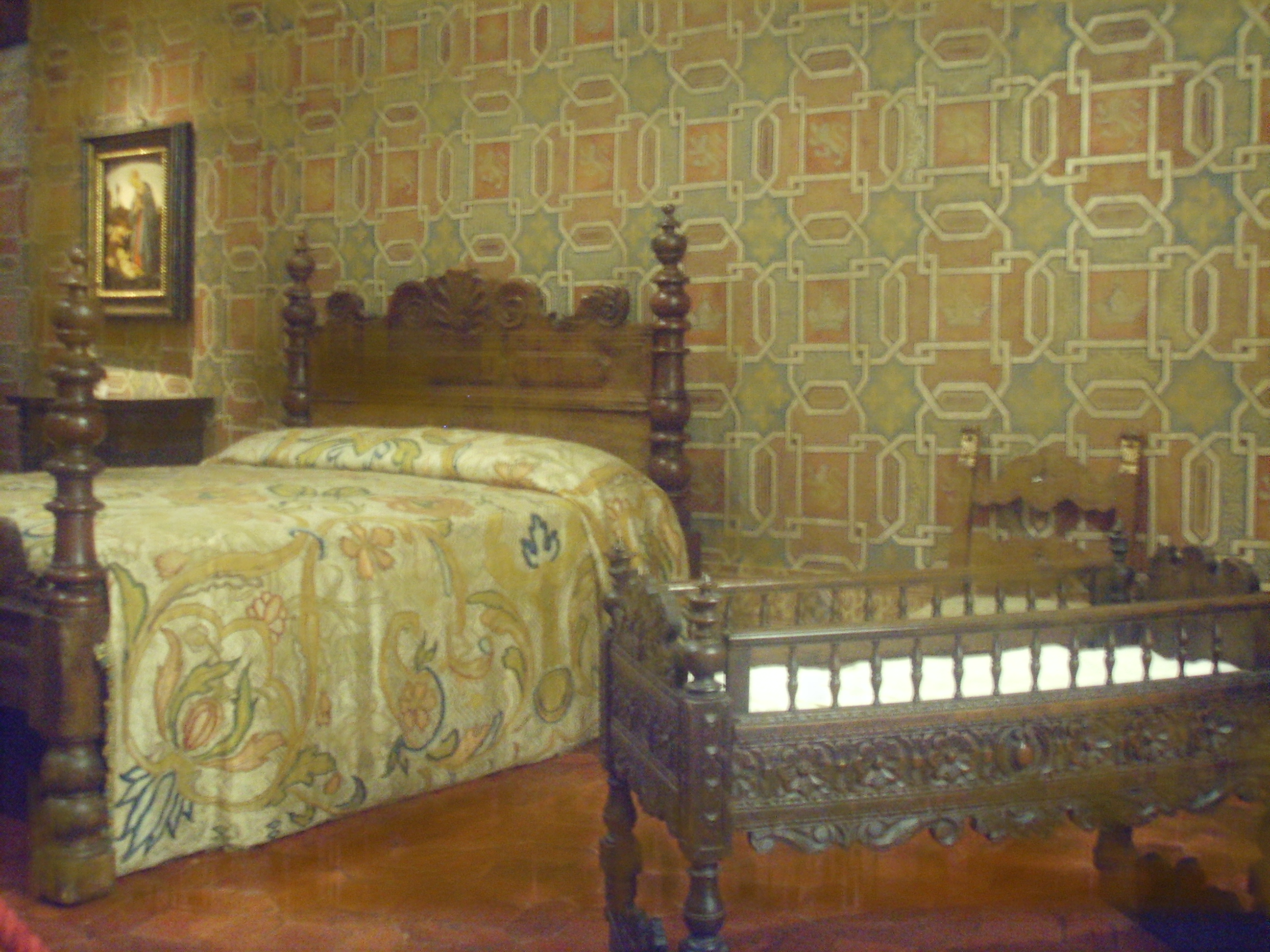
Спальня (Сamera da letto)